# 攻克布達佩斯獎章
 攻克布達佩斯獎章（俄语：Медаль «За взятие Будапешта»）是蘇聯在1945年6月9日由蘇聯最高蘇維埃主席團應苏联国防人民委员部的請求而頒令設立的一種戰役獎章，以嘉許及認可蘇聯軍民在1944年12月29日到1945年2月13日期間在布达佩斯战役中對德國軍隊及匈牙利軍隊的英勇戰鬥。有約36萬軍民獲得此獎章。有關此獎章的法令在1980年7月18日曾被蘇聯最高蘇維埃主席團修定（USSR № 2523-X）。

## 設立背景
為攻占匈牙利並迫使该国退出战争，蘇軍於1944年10月29日發動布達佩斯攻勢。
12月20日，由苏聯元帥羅季翁·雅科夫列維奇·馬利諾夫斯基指挥的乌克兰第二方面军包圍了由德軍及匈牙利軍防禦的布达佩斯，布達佩斯圍城戰自此展開。歷經數月戰鬥，德军及匈牙利军損失慘重，剩餘的守军在翌年2月13日向苏军无条件投降。蘇軍在付出高昂的代价後最終攻佔已成廢墟的布達佩斯。
為嘉許及表彰參戰人員，攻克布达佩斯獎章被設立。

## 頒授情況
攻克布达佩斯奖章授予給所有直接參與攻佔布达佩斯的戰鬥之紅軍、紅海軍及內務人民委員部所属部队，以及參與策劃及指揮布达佩斯战役的軍事人員及其他人員。
此奖章是以苏联最高苏维埃主席团的名义，根据证明实际参与了攻克布达佩斯的文件而颁发。现役人员的奖章由其所在部队指挥官颁授，退役人员从社区所在的区域、城市或地区军事委员处获得其奖章。
攻克柯尼斯堡奖章佩戴在左胸，当存在其他苏联勋章奖章时，应配戴在战胜日本奖章之后，攻克柯尼斯堡奖章之前。如果佩戴了其它俄罗斯联邦勋章或奖章，则后者具有优先权。

## 獎章制式
攻克布达佩斯奖章採用五邊形綬帶，主體為32毫米的黃銅製圓形獎章，兩側有凸起邊緣。
奖章正面中央为粗體的题词：「为了攻克布达佩斯」（俄语：«ЗА ВЗЯТИЕ БУДАПЕШТА»），上方有一顆緊貼奖章邊緣的五角星。獎章底部為由中間向左右延伸的橡树枝叶装饰，橡树枝叶中央有锤子與镰刀标志。
獎章背面的上方分三行写着「1945年2月13日」（俄语：13 ФЕВРАЛЯ 1945），即布达佩斯剩餘的守军向苏聯紅军投降的日期。日期上方有一颗小五角星。 
攻克布达佩斯奖章採用橙色波纹绸绶带，宽24毫米，绶带中间有一条宽8毫米的蓝色竖条纹。

## 部分獲獎者
以下為攻克布达佩斯奖章的部分獲獎者（以最高軍階排列）：

### 元帥
- 蘇聯元帥羅季翁·雅科夫列維奇·馬利諾夫斯基
- 蘇聯元帥费奥多尔·伊万诺维奇·托尔布欣
- 蘇聯元帥谢苗·康斯坦丁诺维奇·铁木辛哥
- 蘇聯元帥尼古拉·瓦西里耶维奇·奥加尔科夫
- 蘇聯元帥瓦西里·伊萬諾維奇·彼得羅夫

- 蘇聯海軍元帥謝爾蓋·格奧爾基耶維奇·戈爾什科夫

### 大將
- 尤里·帕夫洛维奇·马克西莫夫（俄语：Максимов, Юрий Павлович）
- 謝苗·帕夫洛維奇·伊凡諾夫（英语：Semion Ivanov）
- 瓦西里·菲利波维奇·马尔格洛夫（英语：Маргелов,_Василий_Филиппович）
- 彼得·伊萬诺维奇·伊瓦舒京

### 軍兵種主帥
- 炮兵主帅米特羅凡·伊萬諾維奇·涅傑林
- 炮兵主帅弗拉基米爾·費奧多羅維奇·托卢布科（俄语：Толубко,_Владимир_Фёдорович）
- 空軍主帅亞歷山大·伊万諾維奇·科尔杜诺夫

### 軍兵種元帥
- 空軍元帅弗拉基米爾·亞歷山德羅維奇·苏杰茨
- 空軍元帅尼古拉·米哈伊洛維奇·斯科莫洛霍夫（俄语：Скоморохов,_Николай_Михайлович）
- 通訊兵元帅阿列克謝·伊万諾維奇·列昂诺夫

### 上將
- 尼古拉·彼得罗维奇·卡曼寧（俄语：Каманин,_Николай_Петрович）
- 列昂季·扎哈罗维奇·科特利亚尔（俄语：Котляр, Леонтий Захарович）
- 尼古拉·德米特里耶维奇·古拉耶夫（俄语：Гулаев,_Николай_Дмитриевич）
- 列昂季·扎哈罗维奇·科特利亚尔（俄语：Котляр,_Леонтий_Захарович）
- 弗拉基米爾·伊万諾維奇·日丹諾夫（俄语：Жданов,_Владимир_Иванович）
- 米哈伊尔·斯捷潘诺维奇·舒米洛夫（俄语：Шумилов, Михаил Степанович）
- 安德烈.格里戈里耶维奇.克拉夫琴科（俄语：Кравченко, Андрей Григорьевич）
- 阿列克谢·谢尔盖耶维奇·热尔托夫（俄语：Желтов,_Алексей_Сергеевич）
- 伊万·梅福季耶维奇·马纳加罗夫（俄语：Манагаров, Иван Мефодьевич）
- 菲利普·费多谢耶维奇·日马琴科（俄语：Жмаченко,_Филипп_Феодосьевич）
- 弗拉基米尔·伊万诺维奇·沃斯特鲁霍夫（俄语：Вострухов,_Владимир_Иванович）
- 谢尔盖·孔德拉季耶维奇·戈留诺夫（俄语：Горюнов,_Сергей_Кондратьевич）
- 亚历山大·伊万诺维奇·舍布宁（俄语：Шебунин,_Александр_Иванович）
- 阿列克谢·瓦西里耶维奇·库尔金（俄语：Куркин, Алексей Васильевич）

### 其他軍事人員
- 中將维塔利·伊万诺维奇·波普科夫（俄语：Попков,_Виталий_Иванович）
- 中將库兹马·尼古拉耶维奇·杰列维扬科
- 上校弗拉基米爾·谢尔盖耶维奇·謝廖金（俄语：Серёгин,_Владимир_Сергеевич） ̆
- 海军步兵上士叶卡捷琳娜·米哈伊洛娃－德敏（俄语：Дёмина,_Екатерина_Илларионовна）
- 畫家彼得·瓦西列夫
- 作家彼得·安德烈耶维奇·巴甫连柯（英语：Pyotr_Pavlenko）
- 作家伊万·福季耶维奇·斯塔德纽克（英语：Стаднюк,_Иван_Фотиевич）
- 作家格里高利·雅可夫列维奇·巴克拉诺夫（俄语：Бакланов,_Григорий_Яковлевич）（戰時曾為炮兵中尉）
- 詩人谢苗·彼得罗维奇·古津科（俄语：Гудзенко,_Семён_Петрович）
- 战地记者叶甫根尼·阿纳耶维奇·哈尔代伊（俄语：Халдей,_Евгений_Ананьевич）
- 演員格奥尔吉·亚历山德罗维奇·尤玛托夫（俄语：Юматов, Георгий Александрович）
- 大将齐奈盖·拉约什（匈牙利人民共和国国防委员会主席）

## 延伸閱讀
- 布達佩斯圍城戰
- 布達佩斯

## 參照
- Legal Library of the USSR （页面存档备份，存于）